# Jaume Jardí Poyato
Jaume Jardí Poyato   (Reus, 7 d'abril de 2002) és un futbolista català que juga actualment com a davanter o extrem dret al Gimnàstic de Tarragona, al grup I de Primera Federació.

## Trajectòria
Nascut a Reus, és un futbolista format en les categories inferiors del Pastoreta (2008-2011), CE Santes Creus (2011-2012) i al Club de Futbol Reus Deportiu (2012-2016). Al juliol de 2016, fitxa pel FC Barcelona per a jugar en l'infantil "A", on roman durant cinc temporades.
El 17 de gener de 2021, fa el seu debut amb l'FC Barcelona B de la Segona Divisió "B", en una trobada enfront del Gimnàstic de Tarragona. Va substituir a Jandro Orellana al minut 79. El 12 de juliol de 2021, després d'acabar la seva etapa en el FC Barcelona havent disputat només un partit a Segona Divisió "B", signa per tres temporades amb el Reial Madrid Castella Club de Futbol a Primera Federació.
A la temporada 2021-22, disputà 18 partits en el Grup II de la Primera Federació, acumulant 431 minuts, en els quals va realitzar 2 assistències de gol.
El 29 de juliol de 2022, en Jaume és cedit al Racing Club de Ferrol de la Primera Federació per la temporada 22-23. En aquesta va jugar un total de 811 minuts en 28 partits, amb un balanç de 3 gols i 1 assistència. El 27 de maig de 2023 va marcar dos gols en l'últim partit de la temporada contra el Real Club Celta de Vigo B, que van certificar l'ascens del Racing Club de Ferrol a Segona Divisió. Al acabar la temporada se li acaba la cessió i torna al Reial Madrid Castella Club de Futbol.
El 26 de juliol de 2023 rescindeix el seu contracte amb el Reial Madrid Castella Club de Futbol i fitxa pel Gimnàstic de Tarragona per 3 temporades. A la seva primera temporada amb el club grana va disputar un total de 2841 minuts, marcant 7 gols i 5 assistències, la seva millor temporada fins al moment.
En 2020, va ser convocat amb la selecció de futbol sub-18 d'Espanya. Va jugar 207 minuts en 3 partits.